# Michelangelo Faggioli
Michelangelo Faggioli (* 1666 in Neapel; † 23. November 1733 ebenda) war ein neapolitanischer Jurist und Komponist.

## Leben
Faggioli steht am Anfang der Entwicklung der Opera buffa in Neapel, die hier als Unterhaltung von Aristokraten und Juristen begann. Nach einem Libretto von Francesco Antonio Tullio komponierte er La Scilla, die erste bekannte Buffo-Oper im Neapolitanischen Dialekt. Das Werk wurde 1706 im Palais des Fabricio Carafa della Stadera (1638–1711) uraufgeführt und fand große Aufmerksamkeit in Neapel. Im Jahr 1709 entstanden ein Oratorium, über das jedoch nichts mehr bekannt ist, sowie die Kantate Didone abbandonata da Enea. Ein burleskes satirisches Selbstporträt schuf Faggioli mit der Kantate Sto Paglietta presuntoso.